# Michelle Mylett
Robyn Michelle Mylett (* 4. Januar 1989 in Ladysmith, British Columbia) ist eine kanadische Schauspielerin, die vor allem für ihre Rolle als Katy in der Comedy-Serie Letterkenny bekannt ist.

## Frühes Leben
Michelle Mylett wuchs in Ladysmith, einer kleinen Stadt auf Vancouver Island, auf.

## Karriere
Mylett begann ihre Schauspielkarriere 2013 mit einer Rolle im Horrorfilm Antisocial. Sie trat danach in verschiedenen Filmen wie The Drownsman und El Camino Christmas sowie in TV-Serien wie Ascension, The Strain und Lost Girl auf.
Ihr Durchbruch gelang ihr 2016 mit der Rolle der Katy in der preisgekrönten kanadischen Serie Letterkenny. Für ihre Leistung wurde sie 2020 für den Canadian Screen Award als Beste Schauspielerin in einer Comedyserie nominiert. Neben ihrer Arbeit im Fernsehen war sie auch in Videospielen wie The Complex zu sehen.

## Filmografie

### Filme
- 2013: Antisocial
- 2014: The Drownsman
- 2017: El Camino Christmas
- 2022: Raus aus dem Haus – Living the American Dream (American Dreamer)

### Serien
- 2014: Ascension
- 2016–2023: Letterkenny

## Auszeichnungen und Nominierungen
- Canadian Screen Award, Nominierung für Beste Schauspielerin in einer Comedyserie (2020)